# Damien Sandow
Aaron Steven Haddad (sinh ngày 3 tháng 8 năm 1982) là một đô vật chuyên nghiệp người Mỹ. Anh có tên võ đài khi làm việc ở WWE là Damien Sandow.